# Station Como Nord Lago

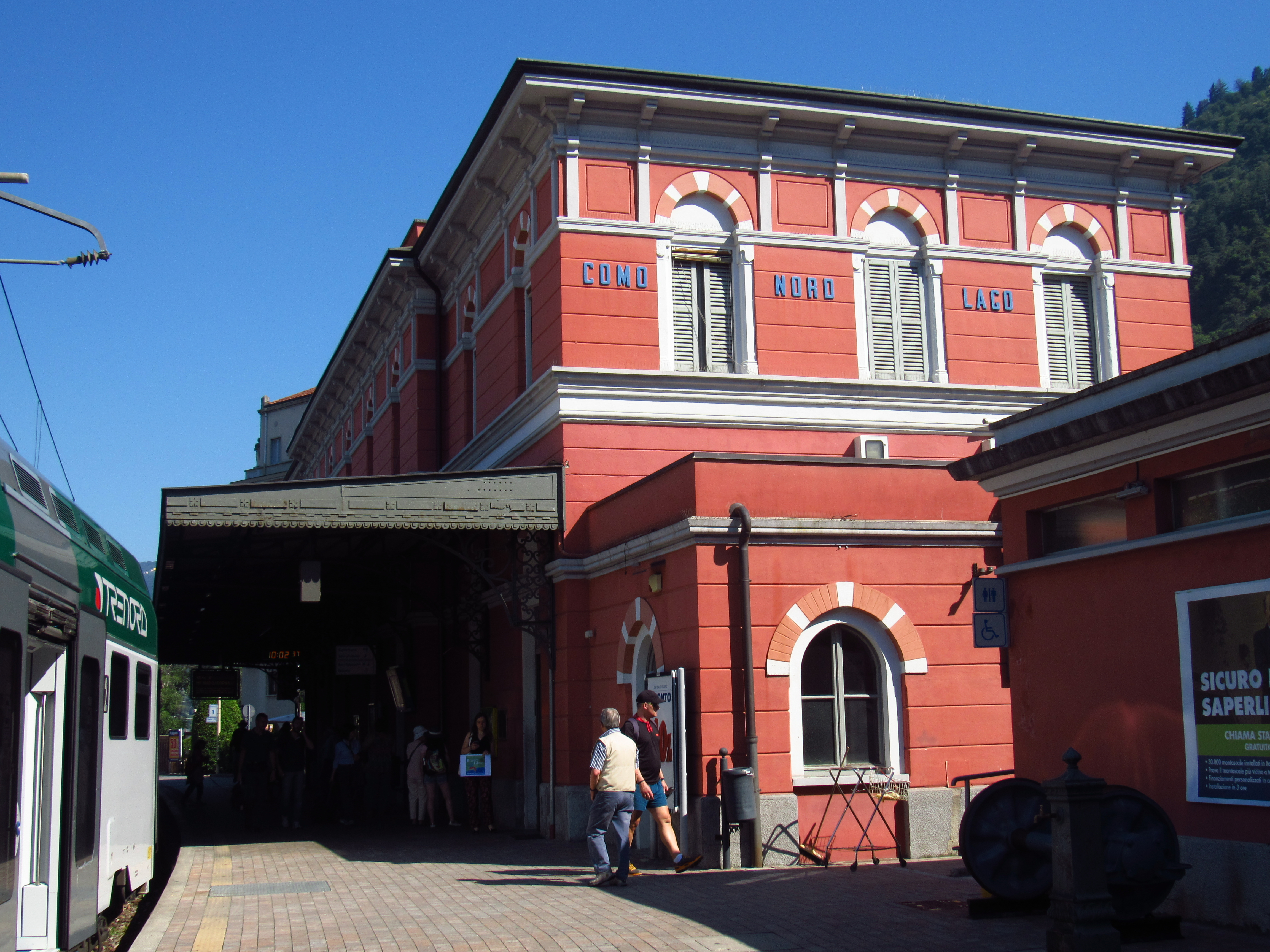
Een perron van het station

Het station Como Nord Lago of station Como Lago is een spoorwegstation in de stad Como in de Noord-Italiaanse provincie Como in de regio Lombardije.
Het station ligt in het noorden van de stad aan de rand van het oude stadscentrum aan de oever van het Comomeer (Lago di Como in het Italiaans, vandaar de naam van het station). Het station is een van de drie treinstations nabij het centrum van Como. Het station vormt het begin van de spoorlijn van Como naar Varese en werd in 1898 ook het kopstation op de spoorlijn naar het station Milano-Cadorna in het noorden van de stad Milaan. Het eerstvolgende station is station Como Nord Borghi. De spoorlijn wordt uitgebaat door Trenord en het station is in het beheer van FerrovieNord.
Het station Como San Giovanni ligt aan de westzijde van het stadscentrum op een andere spoorlijn dan waaraan station Como Lago gelegen is.
Op ongeveer 400 meter noordelijk van station Como Lago ligt het benedenstation van de kabelspoorweg Como-Brunate.